# Collar (Finanzwesen)
Ein Collar (englisch collar, „Kragen“) ist im Finanzwesen der Anglizismus für ein strukturiertes Finanzprodukt, das der Begrenzung von Zinsänderungsrisiken bei einem zinstragenden Basiswert dient.

## Allgemeines
Der Collar (auch „Minimax-Konstruktion“) ist eine Zinsoption bei variablen Zinsen, bei der ein Zinscap mit einem Zinsfloor derart kombiniert wird, dass eine vereinbarte Zinsobergrenze durch den aktuellen Referenzzinssatz nicht überschritten und eine vereinbarte Zinsuntergrenze nicht unterschritten wird. Collars werden oft so konstruiert, dass sich die für den Cap zu zahlende und für den Floor zu vereinnahmende Prämie ausgleichen. Der Kauf eines Collars (Long Collar) entspricht dem Kauf eines Caps bei gleichzeitigem Verkauf eines Floors (Short Floor).

## Arten
Im Finanzkontrakt mindestens zu vereinbaren sind der Nominalwert, der Referenzzinssatz (etwa Basiszins, Euribor, Leitzins, LIBOR oder Umlaufrendite) und der zinstragende Basiswert (Aktien, Anleihen, Bankguthaben, Kredite, Zinsindices).
Kreditnehmer (Passivseite der Bilanz) kombinieren den Kauf eines Cap mit dem Verkauf eines Floor, Anleger und Kreditgeber (Aktivseite) kaufen einen Floor und verkaufen gleichzeitig einen Cap. Kreditnehmer profitieren nicht unbegrenzt von unerwartet sinkenden Zinsen, sondern lediglich bis zur im Floor vereinbarten Zinsuntergrenze. Korrespondierend ist der Anleger und Kreditgeber nicht vollständig von unerwartet steigenden Zinsen begünstigt, weil er durch den Cap nur bis zur vereinbarten Zinsobergrenze an Zinssteigerungen partizipieren kann.
Collar mit Zinsoptionen
Ein Zinscollar wird durch den Kauf von Zinscaps und dem Verkauf von Zinsfloors generiert. Dabei gilt
- Laufzeit und Nominalwert sowie Basiswert von Cap und Floor entsprechen sich.
- Der Ausübungspreis des Caps liegt über dem des Floors.
- Der Kauf des Caps schützt den Investor gegenüber steigenden Zinsen.
- Der Verkauf des Floors lässt den Investor nicht an Zinssenkungen über den vereinbarten Basiswert hinaus partizipieren, erzeugt jedoch Prämieneinnahmen.

Beispielsweise zahlt ein Investor variable Kreditzinsen für seinen laufenden Kredit. Die Zinsen werden vierteljährlich an den EURIBOR 3-Monatssatz angepasst. Um sich gegen steigende Zinsen abzusichern, könnte der Investor einen Cap abschließen. Um die Kosten des Caps gering zu halten, würde sich auch ein Collar anbieten, da dieser eine geringere Prämie nach sich zieht. So schließt im Beispiel der Investor einen Collar mit einer Caprate von 6 % und einer Floorrate von 2 % ab. Somit sichert er sich gegenüber steigenden Zinsen ab. Durch den Collar muss er zu keiner Zeit mehr als 6 % Zinsen zahlen. Jedoch partizipiert er nur bedingt an Zinssenkungen. Sinkt der Zinssatz unter 2 %, so wird der Investor – durch den Collar bedingt – trotzdem nach wie vor 2 % Zinsen zahlen müssen.
Collar mit Aktienoptionen
ist die Absicherung einer Aktienposition im Portfolio über Aktienoptionen. Durch den Kauf einer Put-Option (mit einem unteren Preislimit) werden die Aktien gegen größere Abwärtsbewegungen abgesichert. Die Aufwendungen für den Kauf der Put-Option werden durch den gleichzeitigen Verkauf einer Call-Option (mit einem oberen Zielwert) gemindert, jedoch wird dann an den Kurssteigerungen der Aktie über den oberen Zielwert hinaus nicht mehr partizipiert.
Weitere Arten
Beim Zero-Cost-Collar (deutsch „kostenloser Collar“) werden zu Vertragsbeginn keine Optionsprämien fällig, weil sich die Kosten der Long-Position im Floor (Cap) mit den Einnahmen aus der Short Position im Cap (Floor) und die Nominalwerte decken. Um diese Deckung zu erreichen, müssen Zinsober- und –untergrenze so gewählt werden, dass sich die beiden Prämien aufheben. Eine Unterart des Zero-Cost-Collar ist der Participating Cap, bei dem der Nominalwert des Zinscaps größer ist als der des Zinsfloors.
Ein Collar entsteht auch, wenn Zinscap und Zinsfloor miteinander kombiniert werden, so etwa bei der Kombination eines Cap-Darlehens mit einem Floor-Darlehen.

## Mathematische Darstellung
Der Nominalwert des Caps oder Floors wird mit {\displaystyle N}, die Caprate mit {\displaystyle r^{\text{cap}}}, die Floorrate mit {\displaystyle r^{\text{floor}}} bezeichnet. Der Marktzinss wird mit {\displaystyle r^{\text{fixing}}} bezeichnet, der Bruch aus Länge der aktuellen Zinsperiode in Tagen und Anzahl der Tage eines Jahres mit {\displaystyle \alpha }. Die Zahlung des Caps sei {\displaystyle P^{\text{cap}}}, die des Floors {\displaystyle P^{\text{floor}}}.
Da der Collar die Kombination der Auszahlungsprofile aus einem Cap und einem Floor darstellt, entspricht er dem Kauf eines Caps und dem Verkauf eines Floors mit {\displaystyle r^{\text{cap}}>r^{\text{floor}}}. An den Käufer eines Collars wird somit gezahlt, sofern das Zinsfixing über der Caprate liegt. Liegt das Fixing unter der Floorrate, so zahlt der Käufer:
{\displaystyle P^{\text{collar}}={\begin{cases}N\cdot \alpha \cdot (r^{\text{fixing}}-r^{\text{cap}})&{\text{wenn }}r^{\text{cap}}<r^{\text{fixing}}\\0&{\text{wenn }}r^{\text{floor}}<r^{\text{fixing}}<r^{\text{cap}}\\-N\cdot \alpha \cdot (r^{\text{floor}}-r^{\text{fixing}})&{\text{wenn }}r^{\text{fixing}}<r^{\text{floor}}\\\end{cases}}} (Auszahlungsfunktion).
Bei einem Collar sichert sich eine Vertragspartei als Käufer eines Zinscaps gegen steigende Zinsen oberhalb eines Höchstzinssatzes ab, ihr Kontrahent kauft einen Floor gegen fallende Zinssätze unterhalb eines Mindestzinssatzes.

## Funktionsweise
Der Käufer eines Collars ist sowohl Käufer eines Cap (Optionsberechtigter) als auch Verkäufer eines Floor (Stillhalter). Der Käufer des Collars erwirbt das Recht, bei steigendem Zinsniveau eine Ausgleichszahlung vom Verkäufer des Collars zu erhalten und muss bei sinkenden Zinsen eine Ausgleichszahlung an den Verkäufer leisten.
Die Funktionsweise zeigt sich bei einem Collar, in welchem beispielsweise der Cap mit 4,00 % und der Floor mit 2,00 % festgelegt ist, während das aktuelle Zinsniveau bei 3,00 % liegt:
| Zinshöhe des Referenzzinssatzes | Cap (Kauf, also Long-Position)                           | Floor (Verkauf, also Short Position)                        |
| ------------------------------- | -------------------------------------------------------- | ----------------------------------------------------------- |
| 3,00 %                          | Caplet verfällt, da Referenzzins unterhalb vom Cap liegt | Floorlet verfällt, da Referenzzins oberhalb vom Floor liegt |
| 5,00 %                          | Ausgleichszahlung wird fällig                            | Floorlet verfällt, da Referenzzins oberhalb vom Floor liegt |
| 2,00 %                          | Caplet verfällt, da Referenzzins unterhalb vom Cap liegt | Ausgleichszahlung wird fällig                               |

Caplet und Floorlet sind die jeweils für eine Zinsbindungsfrist vereinbarten Caps und Floors. Die beim Cap und Floor vereinbarte Ausgleichszahlung entspricht der Zinsdifferenz zwischen dem aktuellen Referenzzins und der Zinsobergrenze bzw. Zinsuntergrenze. Überschreitet der aktuelle Referenzzins den Cap-Wert, bezahlt der Verkäufer die Differenz als Ausgleichszahlung. Unterschreitet der aktuelle Referenzzins den Floor-Wert, bezahlt der Käufer die Differenz als Ausgleichszahlung.

## Wirtschaftliche Aspekte
Anleger, Kreditgeber oder Kreditnehmer haben ein Interesse daran, das ihnen bei zinstragenden Finanzprodukten das Zinsrisiko abgenommen wird. Während Anleger und Kreditgeber sinkende Zinsen vermeiden möchten und hierzu ein Floor ausreichen würde, müssen sich Kreditnehmer gegen steigende Zinsen durch Caps absichern. Bei einem Collar sichert sich die eine Vertragspartei als Käufer eines Caps gegen steigende Zinsen ab, während ihr Kontrahent durch einen Floor die Absicherung gegen fallende Zinsen sucht. Um Zinsrisiken aus steigenden und sinkenden Zinsen zu vermeiden, müssen sie das Sicherungsgeschäft des Collars abschließen, dessen Gegenpartei meist Kreditinstitute sind. Um in den Genuss eines kostenlosen Collars zu kommen, können Anleger, Kreditgeber oder Kreditnehmer den Zero-Cost-Collar wählen, obwohl sie lediglich eine Zinsober- oder eine -untergrenze benötigen.
Der Collar unterscheidet sich vom Corridor dadurch, dass letzterer lediglich der Abgrenzung eines Schwankungsrisikos innerhalb eines bestimmten Rahmens des Höchstzinses bzw. Mindestzinses dient.
Nachdem 1990 erstmals die Spitzenverbände der Kreditwirtschaft einen einheitlichen „Rahmenvertrag für Swapgeschäfte“ erarbeiteten, folgte 1994 der „Rahmenvertrag für Finanztermingeschäfte“ (für Caps, Floors, Collars, Forward Rate Agreements, Devisentermingeschäfte, Optionsgeschäfte und Zinsterminkontrakte). Hierdurch wurden Allgemeine Geschäftsbedingungen für diese Geschäfte mit Bankkunden eingerichtet.